# ألبان بنيشي
ألبان بنيشي (20 أكتوبر 1990 بسويسرا - ) هو لاعب كرة قدم سويسري في مركز الدفاع. شارك مع منتخب كوسوفو لكرة القدم. أما مع النوادي، فقد لعب مع نادي غراسهوبر زيوريخ ونادي فولن.

## مسيرته الكروية
لعب ألبان بنيشي خلال مسيرته الاحترافية مع 4 أندية في أحد عشر موسمًا وسجل خلالها 4 أهداف ضمن 247 مباراة. ولم يفز بأي موسم بالكأس أو بالدوري.
خاض ألبان بنيشي مسيرته مع نادي فولن في موسم 2009–10 ليلعب معه ستة مواسم، مشاركًا في 149 مباراة سجل خلالها هدفين. ثم انتقل إلى نادي غراسهوبر زيوريخ في موسم 2015–16 واستمر معه طيلة ثلاثة مواسم، حيث شارك في 57 مباراة سجل خلالها هدفًا واحدًا. لينتقل بعدها إلى نادي اتحاد أبناء سخنين في موسم 2018–19 لمدة موسم واحد، مشاركًا في 31 مباراة ولم يسجل أي هدف. ثم انتقل إلى نادي بني يهودا تل أبيب في موسم 2019–20 لمدة موسم واحد، مشاركًا في 10 مباريات سجل خلالها هدفًا واحدًا.

## روابط خارجية
- ألبان بنيشي على موقع الاتحاد الأوربي (الإنجليزية)
- ألبان بنيشي على موقع قاعدة بيانات كرة القدم.إي يو (الإنجليزية)
- ألبان بنيشي على موقع ناشيونال فوتبول تيمز (الإنجليزية)
- ألبان بنيشي على موقع Soccerway.com (الإنجليزية)
- ألبان بنيشي على موقع عالم كرة القدم.نت (الإنجليزية)